# Slalomeuropamästerskapen i kanotsport 2011
Slalomeuropamästerskapen i kanotsport 2011 anordnades den 9-12 juni i La Seu d'Urgell, Spanien.

## Medaljsummering

### Medaljtabell
| Pl.    | Nation         | Guld | Silver | Brons | Totalt |
| ------ | -------------- | ---- | ------ | ----- | ------ |
| 1      | Frankrike      | 3    | 1      | 2     | 6      |
| 2      | Tjeckien       | 2    | 0      | 2     | 4      |
| 3      | Tyskland       | 1    | 3      | 1     | 5      |
| 4      | Slovakien      | 1    | 2      | 3     | 6      |
| 5      | Slovenien      | 1    | 0      | 0     | 1      |
| 5      | Italien        | 1    | 0      | 0     | 1      |
| 7      | Österrike      | 0    | 1      | 0     | 1      |
| 7      | Spanien        | 0    | 1      | 0     | 1      |
| 7      | Polen          | 0    | 1      | 0     | 1      |
| 10     | Storbritannien | 0    | 0      | 1     | 1      |
| Totalt | Totalt         | 9    | 9      | 9     | 27     |

### Herrar
| Gren    | Guld                                                                                            | Poäng  | Silver                                                                                       | Poäng  | Brons | Poäng  |
| C-1     | Tony Estanguet (FRA)                                                                            | 99,48  | Alexander Slafkovský (SVK)                                                                   | 100,00 | Denis Gargaud Chanut (FRA)                                                                                  | 100,14 |
| C-1 lag | Frankrike Tony Estanguet Denis Gargaud Chanut Nicolas Peschier                                  | 110,28 | Tyskland Nico Bettge Jan Benzien Sideris Tasiadis                                            | 112,30 | Tjeckien Stanislav Ježek Vítězslav Gebas Tomáš Indruch                                                      | 113,79 |
| C-2     | Slovakien Pavol Hochschorner Peter Hochschorner                                                 | 107,05 | Frankrike Pierre Labarelle Nicolas Peschier                                                  | 107,65 | Slovakien Ladislav Škantár Peter Škantár                                                                    | 108,61 |
| C-2 lag | Tjeckien Lukáš Přinda & Jan Havlíček Tomáš Koplík & Jakub Vrzáň Václav Hradilek & Štěpán Sehnal | 123,20 | Tyskland Marcus Becker & Stefan Henze David Schröder & Frank Henze Kai Müller & Kevin Müller | 124,05 | Slovakien Pavol Hochschorner & Peter Hochschorner Tomáš Kučera & Ján Bátik Ladislav Škantár & Peter Škantár | 124,24 |
| K-1     | Daniele Molmenti (ITA)                                                                          | 93,93  | Samuel Hernanz (ESP)                                                                         | 94,83  | Jiří Prskavec (CZE)                                                                                         | 95,41  |
| K-1 kag | Slovenien Peter Kauzer Jure Meglič Simon Brus                                                   | 106,15 | Polen Mateusz Polaczyk Grzegorz Polaczyk Dariusz Popiela                                     | 106,53 | Frankrike Fabien Lefèvre Boris Neveu Vivien Colober                                                         | 106,79 |

### Damer
| Gren    | Guld                                                           | Poäng  | Silver                                                                | Poäng  | Brons                                           | Poäng  |
| C-1     | Caroline Loir (FRA)                                            | 127,65 | Mira Louen (GER)                                                      | 127,98 | Lena Stöcklin (GER)                             | 132,67 |
| K-1     | Claudia Bär (GER)                                              | 105,26 | Jana Dukátová (SVK)                                                   | 105,43 | Elizabeth Neave (GBR)                           | 106,76 |
| K-1 lag | Tjeckien Kateřina Kudějová Štěpánka Hilgertová Irena Pavelková | 122,05 | Österrike Corinna Kuhnle Violetta Oblinger-Peters Viktoria Wolffhardt | 122,87 | Slovakien Jana Dukátová Elena Kaliská Dana Mann | 125,43 |